# Kommission zur Modernisierung der deutschen Unternehmensmitbestimmung
Die Kommission zur Modernisierung der deutschen Unternehmensmitbestimmung war eine von der Bundesregierung unter Bundeskanzler Gerhard Schröder im Jahre 2005 berufene Kommission zur Überprüfung und Modernisierung der Unternehmensmitbestimmung unter dem Vorsitz von Kurt Biedenkopf. Biedenkopf war bereits 1967 vom Kanzler der Großen Koalition, Kurt Georg Kiesinger, zum Vorsitzenden einer Kommission zur „Mitbestimmung im Unternehmen“ berufen worden.
Im Gegensatz zur ersten bestand die „zweite Biedenkopf-Kommission“ nicht nur aus wissenschaftlichen Mitgliedern, sondern auch aus Vertretern der Arbeitgeber- und Arbeitnehmerseite. Sie hatte insgesamt neun Mitglieder:
- drei als „unabhängige wissenschaftliche Mitglieder“ bezeichnete Personen aus Politik und Rechtsprechung: Kurt Biedenkopf, Wolfgang Streeck, Hellmut Wißmann,
- drei Arbeitgebervertreter: Manfred Gentz, Dieter Hundt, Jürgen Thumann,
- drei Arbeitnehmervertreter: Jürgen Peters, Günter Reppien, Michael Sommer.

Da die Kommission keinen Konsens über ihre Empfehlungen fand, wurde der Abschlussbericht von den wissenschaftlichen Mitgliedern mit den abweichenden Stellungnahmen der Arbeitgeber- und Arbeitnehmervertreter veröffentlicht.
In der wissenschaftlichen Rezeption wurde der Abschlussbericht massiv kritisiert, weil er wissenschaftliche Standards verletze. Insbesondere versäume der Bericht, sich zumindest mit den Ergebnissen der beiden kommissionseigenen Expertenkreise sowie den Sach- und Streitstand des Deutschen Juristentags 2006 zum gleichen Thema kritisch auseinanderzusetzen. Die Kommission habe daher nur das „bestellte Ergebnis“ geliefert.